# Pławnica (struga)
Pławnica – struga, lewy dopływ Łydyni o długości 9,45 km i powierzchni zlewni 38,34 km². 
Struga wypływa na północ od wsi Szulmierz i płynie na południe. Mija wieś Niestum i wpada do Łydyni.